# امانوئل شابریه
امانوئل شابریه (به فرانسوی: Emmanuel Chabrier) آهنگساز فرانسوی در ۱۸ ژانویه ۱۸۴۱ در شهر آمبر به دنیا آمد و در۱۳ سپتامبر ۱۸۹۴ در پاریس در گذشت.
او در آفرینش آثارش از سبکهای گوناگونی بهره گرفته و از دیگر آهنگسازان چون ریشارد واگنر تأثیر پذیرفته‌است و نیز بر آهنگسازانی چون موریس راول، کلود دبوسی و فرانسیس پولنک تأثیرگذار بوده‌است.

## برخی از آثار
- هابانرا برای پیانو
- اپرای ستاره
- اپرای گوآندولین
- «اسپانیا» برای ارکستر
- سوئیت پاستورال (روستایی) برای ارکستر

## شنیدن آثار
- deezer
- youtube